# イルファン・ペリト
- イルファン・ペルイト

イルファン・ペリト（Irfan Peljto、1984年7月18日 - ）はボスニア・ヘルツェゴビナ・サラエヴォ出身のサッカー審判員。2013年から国内1部リーグであるプレミイェル・リーガで主審を務めているほか、2015年からは国際サッカー連盟 (FIFA) に国際審判員として登録されている。
UEFAチャンピオンズリーグ (UCL) のグループステージ及び決勝トーナメントの試合を担当した唯一のボスニア・ヘルツェゴビナ人レフェリーである。

## 審判としてのキャリア
プレミイェル・リーガでの最初の試合は2013年7月27日のルダル・プリイェドル対ラドニク・ビイェリナの試合だった。2015年には国際審判員として登録され、2019年7月8日のベルギー対カザフスタンの試合で代表戦を初担当。
2021年11月24日、UEFAチャンピオンズリーグ 2021-22 グループステージ・ベシクタシュ対アヤックスの試合を担当し、ボスニア・ヘルツェゴビナ出身者として初めてUCLで主審を務めた。 UCL決勝トーナメントでの初担当は2024年2月13日に行われた2023-24シーズンのラウンド16・RBライプツィヒ対レアル・マドリードの1stレグだった。